# Wojna indyjsko-pakistańska (1971)
Trzecia wojna indyjsko-pakistańska – wojna pomiędzy Indiami a Pakistanem, trwająca od 3 do 16 grudnia 1971 roku.
Wojna wybuchła 3 grudnia 1971 roku po ataku Pakistańskich Sił Powietrznych na lotniska wojskowe znajdujące się na terenie północno-zachodnich Indii. Atak był spowodowany serią incydentów związanych z jawnym udzielaniem pomocy przez Indie bengalskiej organizacji wyzwoleńczej podczas wojny o niepodległość Bangladeszu. Konflikt zakończył się zdecydowanym zwycięstwem armii indyjskiej, która w ciągu kilkunastu dni rozbiła wojska pakistańskie w Pakistanie Wschodnim. Po przekształceniu Pakistanu Wschodniego w Bangladesz prezydent Pakistanu Zulfikar Ali Bhutto i premier Indii Indira Gandhi podpisali w Shimli umowę, zgodnie z którą ustalono w Kaszmirze prowizoryczną granicę pokoju, tzw. linię kontroli.